# Collien Ulmen-Fernandes
Collien Ulmen (née le 26 septembre 1981 à Hambourg) est une animatrice de télévision, VJ (en), actrice et mannequin (en) allemande d'origine indienne.
Depuis juin 2009, Ulmen est l'animatrice de MyVideoStar diffusée par ProSieben. Elle a été élue « femme de l'année » en 2003 et 2006 par les lecteurs de la version allemande de Maxim ainsi que l'une des 100 femmes les plus sexy du monde par les lecteurs de l'édition allemande de FHM en 2010.

## Biographie
Fernandes naît à Hambourg, Allemagne, d'un père d'origine indienne et d'une mère d'origine hongroise. Elle a une sœur cadette, Elaine Fernandes.
À l'âge de 15 ans, Fernandes quitte le domicile familial pour entamer une carrière de mannequin. Elle s'intéresse également à la musique et commence à chanter pour le groupe Yam Yam. Elle fera des études en danse à Hambourg et à Londres.
Fernandes apparaît comme danseuse figurante dans des clips d'artistes tels Shaggy, Enrique Iglesias et Modern Talking. Remarquée par des producteurs, elle signe un contrat d'enregistrement avec BMG.
Fernandes commence une carrière à la télévision en 2000. Elle anime plusieurs émissions et fait des apparitions dans The Dome (en) et TV Total. À l'automne 2001, elle devient la nouvelle animatrice de Bravo TV (en), diffusée à RTL2. À partir de 2003, elle est l'animatrice de plusieurs émissions de télévision sur VIVA (en) et DSF (Maxim TV).
En février 2004, Fernandes joue un premier rôle au cinéma dans Autobahnraser. La même année, elle apparaît également dans La Nuit des loosers vivants. En 2007, elle joue dans Ossis Eleven et Morgen, ihr Luschen!, où elle joue le premier rôle féminin (d). En 2009, elle joue dans Alerte Cobra. 
En septembre 2009, Fernandes est renvoyée de l'Internationale Funkausstellung Berlin pour avoir demandé à Lady Gaga, lors d'une conférence de presse, si elle a un pénis ou un vagin[source insuffisante].
À partir d'août 2010, Fernandes fréquente Christian Ulmen. Le couple se marie le 22 juin 2011 et a un premier enfant en avril 2012.
Modèle pour plusieurs compagnies telles Otto, Neckermann et BeeDees, Ulmen a tourné des publicités télévisées pour Ferrero, Kinder Bueno et Mercedes-Benz.